# São João (kommun i Brasilien, Paraná)
São João är en kommun i Brasilien.   Den ligger i delstaten Paraná, i den södra delen av landet, 1 200 km söder om huvudstaden Brasília. Antalet invånare är 10 607.
Trakten runt São João består till största delen av jordbruksmark. Runt São João är det ganska tätbefolkat, med 67 invånare per kvadratkilometer.